# Paul Freed
Paul Ernest Freed (Detroit (Michigan), 29 augustus 1918 - 1 december 1996) was een Amerikaanse evangelist, predikant, zendeling en oprichter van de christelijke radiozender Trans World Radio.
Freed verhuisde als kind met zijn ouders Ralph en Mildred Forsythe Freed die zendelingen waren naar Syrië; Paul ging in die tijd naar school in Jeruzalem.
In 1940 studeerde hij af aan het Wheaton College. In 1956 ontving hij zijn Mastergraad van de Columbia University en in 1960 behaalde hij de titel PhD in Mass Communication aan de New York University. In 1949 werd hij bevestigd als predikant van de Southern Baptist Convention en begon zijn werk voor Youth for Christ (YFC) in New York en later in North Carolina. Tijdens de YFC Beatenburg Conferentie in 1948 werd hem gevraagd het YfC-werk op te zetten in Spanje. Hoewel hij werd geraakt door de geestelijke honger in Spanje en hij de nood voor evangelisatie zag, was hij tegelijkertijd teleurgesteld over de beperkingen die de Spaanse overheid oplegde aan evangelisatie-activiteiten.
Ervan overtuigd dat zogenaamde "gesloten" landen als Spanje bereikt konden worden door radio, nam hij ontslag bij YFC om te beginnen met het opzetten van de verkondiging van het evangelie via de radio. In 1952 richtte hij Trans World Radio (TWR) op. Het station was gevestigd in Tanger in Marokko. De eerste uitzending vond plaats in 1954. Omdat de Marokkaanse overheid het onmogelijk maakte in Tanger te blijven verhuisde TWR later naar Monte Carlo in Monaco.
Paul Freed was tot op hoge leeftijd betrokken bij het werk van TWR. Hij overleed op ongeveer 78-jarige leeftijd na een langdurige ziekte.